# Feodossia Morozova
Pour les articles homonymes, voir Morozov.
 (juin 2022).
Feodossia Prokofievna Morozova (en cyrillique : Феодосия Прокофьевна Морозова), née le 21 mai 1632 et morte le 1er décembre 1675 , fut l'une des partisanes les plus connues du mouvement des vieux-croyants.

## Biographie

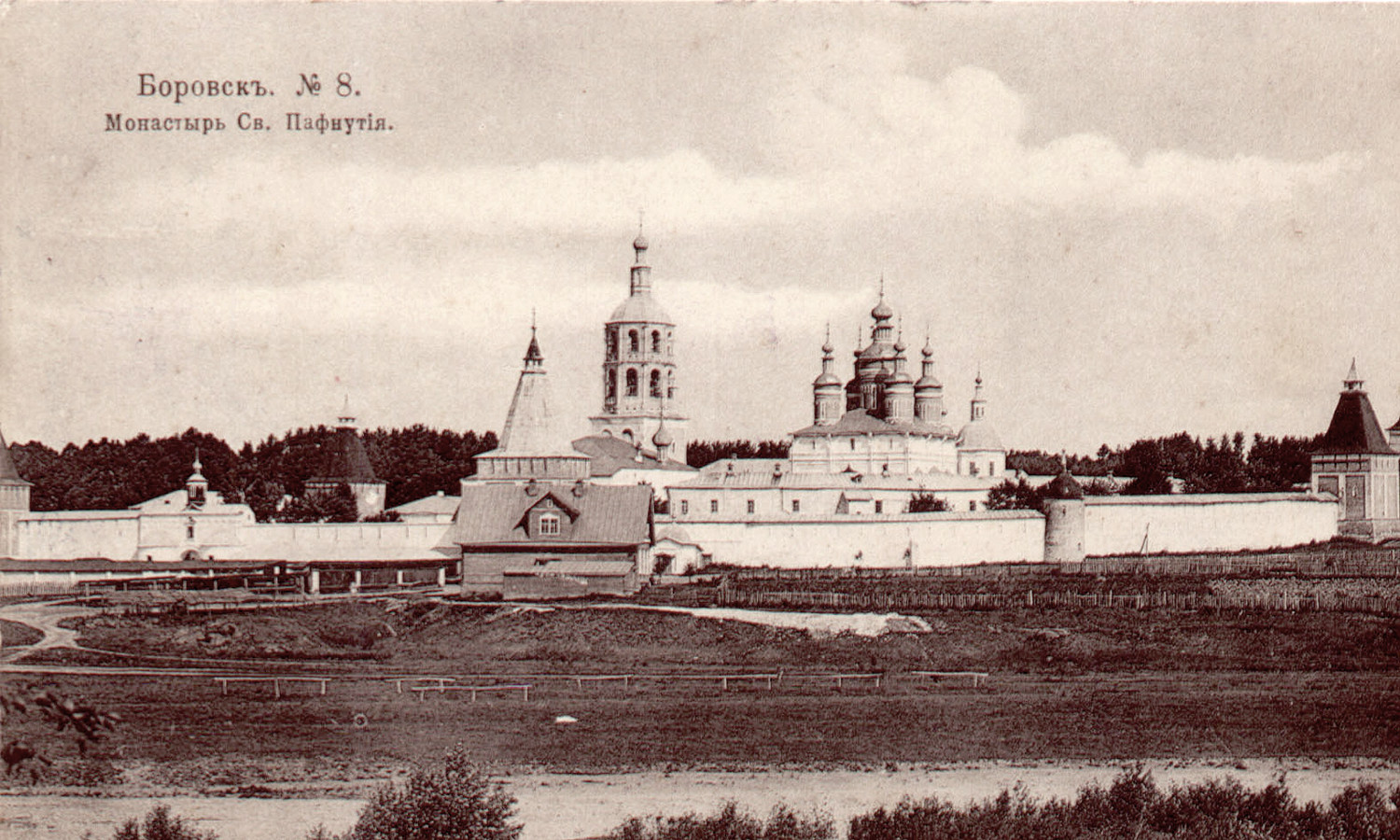
Le à Borovsk (début des années 1910).

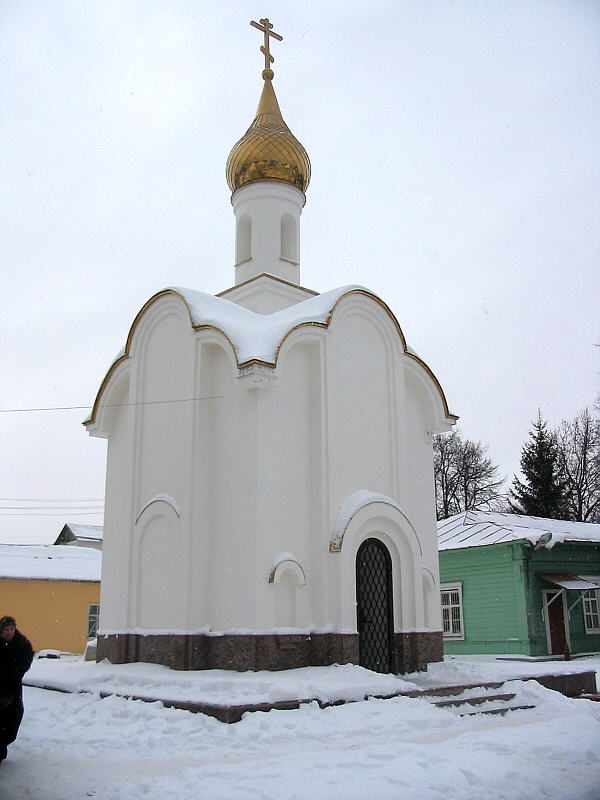
Chapelle à Borovsk, édifiée à l'endroit supposé de la mort de Feodossia Morozova.

Feodossia Morozova est née dans la famille de l'okolnitchy (courtisan du tsar) Prokopy Fédorovitch Sokovnine. À l'âge de 17 ans, elle est mariée au boyard Gleb Morozov, frère du tuteur du tsar Boris Morozov. Après la mort précoce de son mari en 1662, elle garde une position prééminente à la cour de Russie.
Les réformes religieuses du tsar Alexis Ier (1629-1676), promulguées par le patriarche de Moscou Nikon en 1666-1667, visaient à substituer en Russie la règle dite « de Jérusalem » établie par Sabas le Sanctifié (439-532) à la règle « studite » établie par Théodore Studite (759-826, higoumène du monastère du Stoudion à Constantinople). Feodossia Morozova, très pieuse et pénitente de l'archiprêtre Avvakoum Petrov hostile à ces réformes, reste comme lui fidèle à la règle « studite » et rejoint le mouvement de refus (dit raskol : schisme) appelé « des vieux-croyants » ou « des raskolniki ». Elle prononce secrètement ses vœux monastiques sous le nom de Théodora et réussit à convaincre sa sœur, la princesse Eudoxie Ouroussova, de rejoindre elle aussi les vieux-croyants.
Après beaucoup de vicissitudes, les deux sœurs sont condamnées et incarcérées dans une cellule souterraine du monastère de Pafnoutev-Borovski (ru) à Borovsk, où Feodossia Morozova est affamée à mort. Nombre de communautés de vieux-croyants la vénèrent comme martyre.

## Feodossia Morozova dans l'art

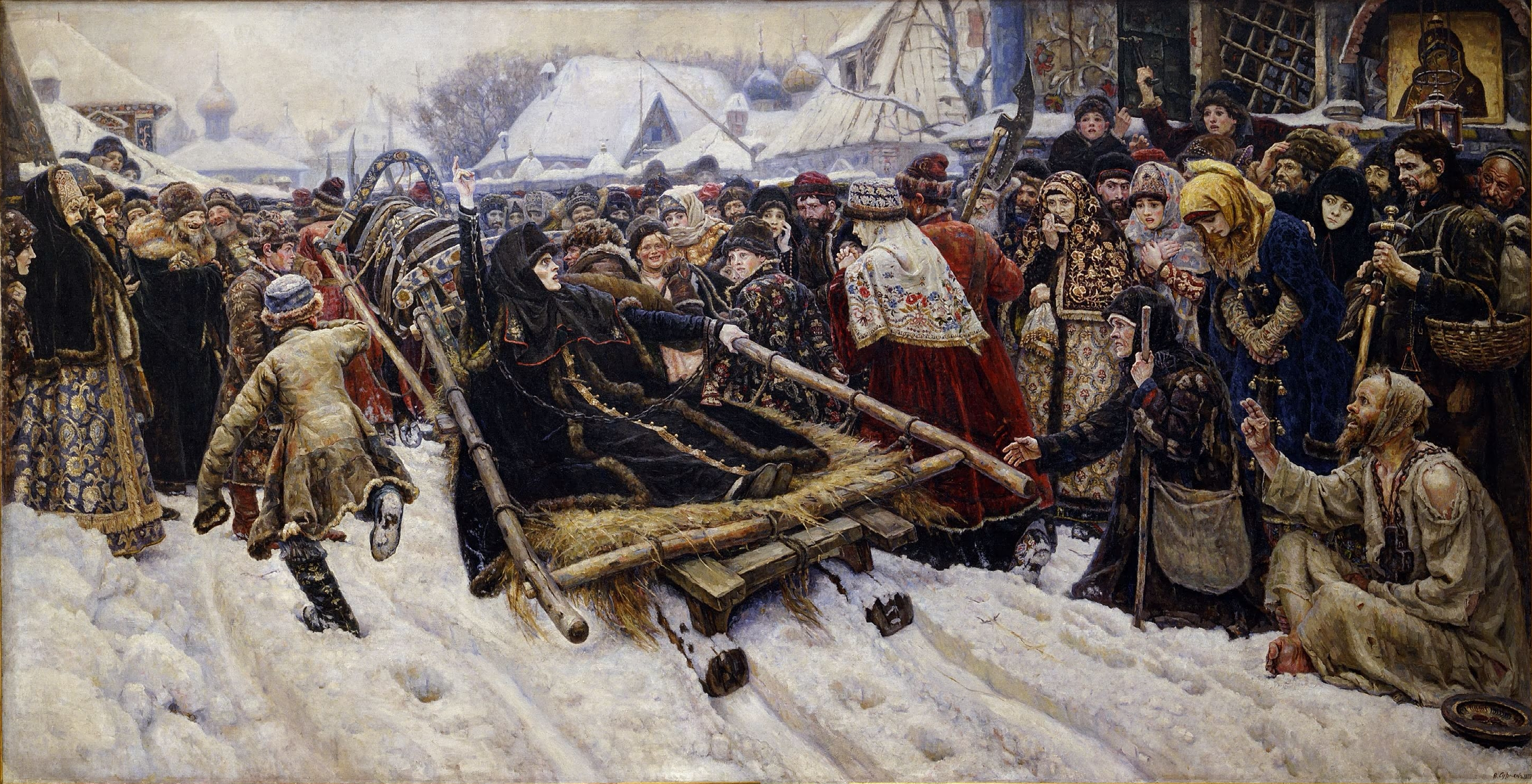
Vassili Sourikov
La Boyarine Morozova (1887)
Galerie Tretiakov, Moscou.

Le tableau de Vassili Sourikov peint en 1887, La Boyarine Morozova, représente l'arrestation de Feodossia Morozova. Celle-ci lève deux doigts en signe de défi, illustrant le différend entre les vieux-croyants et les partisans du patriarche Nikon sur la bonne façon de se signer : une des réformes de Nikon était de faire le signe de croix avec trois doigts (Père, Fils et Saint-Esprit, ce dernier permettant un salut facilité par l'amour divin) au lieu de deux auparavant (symbolisant la double nature divine et humaine du Christ, le salut venant uniquement de et par la foi et la prière),,.